# Bătălia de la Solebay
Bătălia navală de la Solebay sau de la Southwold Bay a avut loc la 28 mai/7 iunie 1672 între flota neerlandeză și flota combinată anglo-franceză și a fost prima bătălie importantă din Al treilea Război Anglo-Neerlandez (1672–1674), care făcea parte el însuși din Războiul Franco-Neerlandez (1672–1678), în care Ludovic al XIV-lea a invadat Republica și a încercat să obțină controlul asupra Țărilor de Jos Spaniole. Anglia a fost implicată datorită Tratatului de la Dover, încheiat în secret de către regele Carol al II-lea al Angliei , și care a fost foarte nepopular în Parlamentul Englez.

## Context
Planuri pentru combinarea flotelor franceză și engleză fuseseră făcute încă de la sfârșitul lunii ianuarie 1672. Ambele flote trebuiau să fie gata să ia marea la 5 mai, englezii la Downs iar francezii la Brest; odată de englezii erau gata, francezii urmau să ridice velele spre Start iar joncțiunea trebuia să aibă loc undeva între acest punct și Downs după cum vor permite condițiile vremii și mișcările inamicului. Francezii trebuiau să formeze Escadra Albă cu 30 de nave de linie, în timp ce Escadrele Roșie și Albastră urmau să conțină câte 25 de nave englezești. Iacob Stuart, Ducele de York (viitorul rege Iacob al II-lea al Angliei) era comandantul suprem și Amiralul Escadrei Roșii; Contele Jean d’Estrées, Vice-amiralul francez din Ponant (adică din apele occidentale), era comandantul secund; Edward Montagu, Contele de Sandwich comanda Escadra Albastră. În absența Ducelui de York, Sandwich urma să fie comandantul flotei combinate. 
Planurile neerlandeze făcute la sfârșitul anului 1671 includeau organizarea unei flote de 72 de nave de linie (de 40 de tunuri sau mai mult) pentru anul următor. La sfârșitul lunii ianuarie acest număr a fost redus la 48, dar după atacul englez asupra flotei de Smirna planul inițial a fost adoptat din nou. Comanda supremă a fost dată evident lui Michiel de Ruyter ca locotenent-amiral al Olandei și Frisiei de Vest; Adriaen Bancket, locotenentul-amiral al Zeelandei, comanda a doua escadră; Willem Joseph van Ghent, locotenentul-amiral al Amsterdamului, comanda ce-a dea treia escadră. Aert van Nes, locotenentul-amiral al Mazei, era comandantul secund al escadrei lui De Ruyter, dar urma să ia comanda flotei în absența acestuia.
Neerlandezii întâmpinau aceleași probleme pe care le-au avut și englezii în 1666, dar le-au abordat diferit, deoarece din considerente geografice flota franceză reprezenta un pericol mai mic pentru ei. Nu le putea face nici un rău înainte de a trece prin Strâmtoarea Dover, atunci când joncțiunea cu flota engleză ar fi asigurată; pe când în 1666 englezii trebuiau să ia în calcul două flote separate și două coaste diferite de apărat. În orice caz, indiferent care a fost motivul lor, neerlandezii au decis să-i ignore pe francezi pentru moment și s-au concentrat asupra englezilor, atacându-i dacă era posibil în apropierea sau chiar în interiorul estuarului Tamisei.
Și aproape că au reușit, deoarece De Ruyter a plecat din Texel cu 35 de nave la 9 mai, iar dacă zeelandezii sub Banckert i s-ar fi alăturat acolo, conform planului, ar fi putut atinge coasta engleză înainte ca Ducele de York să plece de la Nore. Totuși autoritățile zeelandeze i-au ordonat lui Banckert să nu ridice ancora până nu are confirmarea că De Ruyter se afla pe mare deja, și abia la 12 mai cele 6 nave zeelandeze i s-au alăturat în fața propriilor porturi în loc să o fi făcut mai spre Nord.
În aceiași zi flota engleză de 38-43 nave de linie  a plecat de la Nore spre Portsmouth, unde s-a decis între timp să îi întâlnească pe francezi. În acest sens au fost trimise ordine din Londra la 29 aprilie și 2 mai. Ordinele au fost luate de nava Holmes de la Spithead la 4 mai împreună cu piloții englezi necesari și a ajuns la D’Estrées lângă Brest la 8 mai. În ziua următoare flota franceză a luat marea și la 13 mai a sosit la Spithead. La acea dată, flota engleză se afla ancorată lângă North Foreland iar cea neerlandeză la 60 de mile spre Nord-Est, abia aflând de la cercetașii lor că veneau prea târziu. Neerlandezii au pornit în urmărire, dar au fost încetiniți de ceață și au ajuns la Dover abia la 15 mai, atunci când englezii ancorau lângă St Helens alături de francezi. Mai devreme în acea zi neerlandezii au capturat un crucișător englez, French Victory (38 tunuri), o captură neerlandeză din războiul anterior.
Negăsind nici o urmă a englezilor la Downs, De Ruyter a întrunit un Consiliu de Război în care s-a decis să îi caute până la Insula Wight, dar aproape imediat apoi o navă daneză le-a dat vestea că francezii se aflau deja la Spithead iar englezii se aflau pe punctul de a li se alătura. Acest lucru a schimbat situația, deoarece însemna că trebuie să lupte într-o mare inferioritate numerică, și De Ruyter a convocat un al doilea Consiliu, dar vremea proastă l-a amânat până pe 17 mai, flota neerlandeză rămânând la ancora în dreptul Dover-ului. Acest al doilea Consiliu a decis în unanimitate că ar fi o greșeală să dea bătălie oriunde în Canal departe de porturi prietene (doar porturile spaniole ar fi putut primi eventualele navele avariate) și că ar fi cel mai potrivit să se întoarcă pe coasta Zeelandei unde să aștepte întăriri. La 19 mai De Ruyter s-a îndreptat spre această nouă locație.
Între timp francezii li s-au alăturat englezilor la St. Helens la 17 mai și în ziua următoare flota combinată a luat marea pentru a-i căuta pe neerlandezi. Vânturi estice persistente le-a încetinit înaintarea și se aflau încă la Vest de Dungeness la 23 mai când flota neerlandeză întărită considerabil a ancorat la Sud de Harwich la intrarea în Canalul Regelui.
O mică forță de 6 nave engleze (Gloucester 62, Ruby 48, Bonaventure 48, Tiger 44, Adventure 44, Dartmouth 32 împreună cu 3 nave incendiare și o navă spital) care plecase de la Nore la 20 mai pentru a se alătura flotei principale se afla atunci chiar sub Middle Ground. De Ruyter detașase deja 12 dintre navele sale mai ușoare sub Van Ghent (Leeuwen 50 – LA Van Ghent, Zierikzee 60 – VA Evertsen, Ridderschap 66 – SbN Jan van Nes, Deventer 66, Beschermer 50, Essen 50, Veere 50, Bommel 36, Utrecht 36, Ter Goes 34, Delft 34, Overijssel 30 împreună cu 2 nave mai mici și câteva nave incendiare) și le-a trimis în amonte pe Tamisa la 24 mai. Englezii sub Coleman pe Gloucester s-au retras și au fost urmăriți cu lovituri lungi de tun până la Sheerness, unde Van Ghent, găsind locul mult mai bine fortificat decât fusese în 1667, a oprit urmărirea și s-a retras. Unele dintre navele sale au lovit fundul, dar s-au eliberat fără avarii, iar la 26 mai s-a reunit cu De Ruyter, englezii urmându-i la distanță.
Între timp aliații trecuseră de Dover și au aflat că neerlandezii se aflau în gura Tamisei; la 27 mai un vânt dinspre Sud (primul vânt favorabil de la plecarea din I.Wight) le-a permis să se îndrepte spre Nord. Neerlandezii au descoperit apropierea lor chiar în acea noapte și și-au schimbat poziția de la ancorajul de la Gunfleet mai spre larg; această mișcare le-a permis navelor lui Coleman să se alăture Ducelui de York la Sud de Galloper la 28 mai. În ziua următoare cele două flote au luat contact vizual înainte de prânz, vântul suflând dinspre Sud-Vest iar aliații aflându-se direct în vânt.
De Ruyter a ținut cursul spre Sud-Est iar linia aliată a obținut o poziție de unde să atace inamicul abia după ora 18:00, când a devenit clar că nu era destul timp pentru o acțiune decisivă înainte de lăsarea întunericului și înainte ca flotele să atingă bancurile de nisip de la Nieuwpoort și Ostende. Prin urmare Ducele de York și-a păstrat poziția din vânt și a virat atunci când și neerlandezii au făcut-o pe la orele 21:00. Ambele flote au virat din nou pe la miezul nopții și conform lui Narborough se aflau destul de aproape pentru ca unele nave neerlandeze să poate deschide focul, dar la orele 3:00 dimineața când au virat din nou spre Nord-Vest ceața era groasă și au pierdut contactul. Înainte de prânz vremea s-a limpezit, dar vântul s-a întețit atât de mult încât nu putea fi vorba de nici o luptă, deși aliații se aflau încă o dată în poziția de a ataca curând după mijlocul zilei, ambele flote urmând un curs spre Sud-Est. La orele 15:00 aliații au întors spre Nord-Vest iar neerlandezii i-au urmat după o oră; aliații au ancorat în timpul nopții în apropiere, dar neerlandezii au continuat marșul și au fost împinși destul de mult sub vânt. La 31 mai aliații au virat spre Sud cu un vânt dinspre Vest; i-au zărit pe neerlandezi la mare distanță sub vânt dar nu au încercat să se aproprie și, cum nu aveau apă la bord pentru o ședere mai lungă în larg, la orele 8:00 s-au îndreptat spre coasta comitatului Suffolk, unde au ancorat în aceiași seară la 7-8 mile distanță de țărm, în golful Southwold sau Solebay. Au fost întăriți pe drum de către Royal Katherine (82 tunuri) și alte două nave mai mici de la Nore.
Între timp însă, situația militară și internă a Provinciilor Unite se înrăutățise. Francezii se pregăteau să treacă Rinul, iar soldații Electorului de Colonia așteptau să intre în provincia Overijssel. Partiul republican al fraților De Witt era pentru acceptarea condițiilor unei păci umilitoare, dar Willem de Orania, numit în februarie 1672 comandant șef al armatei, deși numai în vârstă de 21 de ani, cerea purtarea războiului împotriva invadatorilor. Nemulțumirea populară creștea, frații De Witt erau învinuiți de lipsurile pregătirii militare, ba chiar de trădare și, după destituire, aveau să fie uciși. Dacă în acele zile tulburi de dezbinare și luptă între partide, aliații anglo-francezi ar fi reușit să debarce la Haga, dezmembrarea Republicii s-ar fi înfăptuit în scurt timp. Din aceste considerente și sub influența comisarului flotei, Cornelis de Witt, Michiel de Ruyter a trebuit să renunțe temporar la principiul de acțiune al flotei neerlandeze adoptat pe parcursul întregului război: în fața superiorității numerice constante a adversarului, să se țină în preajma bazelor sale, în ape mici, la 5-6 mile de coastă, unde nu ar fi putut fi silită să angajeze lupta și, prin prezența ei, să împiedice orice debarcare a aliaților.
Timp de mai multe zile De Ruyter a rămas partea de Sud a Mării Nordului fără să știe unde s-a dus inamicul. Planul său era de a da lupta având avantajul vântului, dar dacă trebuia să accepte lupta în vânt, să o facă în aproprierea propriei coaste. La 6 iunie două dintre navele neerlandeze de cercetare s-au întors cu vestea că aliații se aflau la ancora la Sole Bay. Atunci vântul sufla dinspre Est și îi permitea să atace dintr-o poziție din vânt. A virat imediat spre Sole Bay și a apărut acolo devreme pe 7 iunie, luându-i pe aliați aproape complet prin surprindere.
De la 2 iunie când s-au apropiat de coastă, aliații se aflau la ancoră la Sole Bay luând apă și provizii. Escadra Roșie se afla în dreptul localității Southwold, nava-amiral a flotei, Royal Prince, fiind ancorată la 2 mile de țărm; Sandwich se afla cu Escadra Albastră spre Nord iar D’Estrées cu Escadra Albă câteva mile mai departe spre Sud decât ceilalți, între Dunwich și Aldeburgh.
Vântul și-a schimbat direcția spre Est la 5 iunie iar Ducele de York a dat semnalul ca flota să ridice ancora și să iasă în larg (nu se știe dacă a dat semnalul la 26 sau 27, deși cel mai probabil a fost a doua zi). Căpitanul său, John Cox, l-a asigurat că nu exista nici un pericol de atac mai devreme de o zi sau două, deoarece York abia sosise fără nici o veste despre inamic, în timp ce nava de poștă trecuse pe lângă flota neerlandeză aflată la ancoră lângă Goeree cu o seara înainte. El a scos în evidență faptul că încă o zi sau două la ancoră lângă țărm va permite flotei să termine aprovizionarea cu apă și mâncare, în timp ce aceiași operație ar avea nevoie de mai multe zile pentru finalizare dacă flota ar lua marea. Cu toate acestea, nu se știe cât de mult a fost convins Ducele de York să rămână la ancoră. Narborough menționează că 3 fregate englezești și 2 franceze au fost trimise în recunoaștere la 4 iunie. În orice caz, nava de poștă i-a văzut pe neerlandezi la 3 iunie, nicidecum la 4-5 iunie, și i-a zărit la vreo 20-25 mile de coasta Zeelandei, nu mai mult de 60 de mile de Sole Bay. Nu există nici o dovadă că la un consiliu din data de 6 iunie Sandwich l-a sfătuit pe Duce ori să ia marea ori să se mute mai aproape de țărm și că Iacob i-a atribuit un exces de prudență.
Încrezător că a fost lăsat netulburat, Cox a dat ordine ca Royal Prince să fie carenat și curățat la lumina zilei pe 7 iunie, iar Narborough menționează că această operațiune a început la orele 2:00, astfel că atunci când a fost dată alarma, curând după orele 3:00, nava amiral nu era nici pe departe gata de luptă: o parte din echipaj era pe uscat, șalupele aduceau provizii iar punțile de tunuri erau aglomerate. Apropierea inamicului a fost semnalată prima dată de fregata franceză Eole, cea mai sudică dintre cercetași, dar se pare că flota neerlandeză se apropria dinspre Nord-Est, vântul suflând dinspre Est-Sud-Est sau Est prin Sud și era foarte slab.

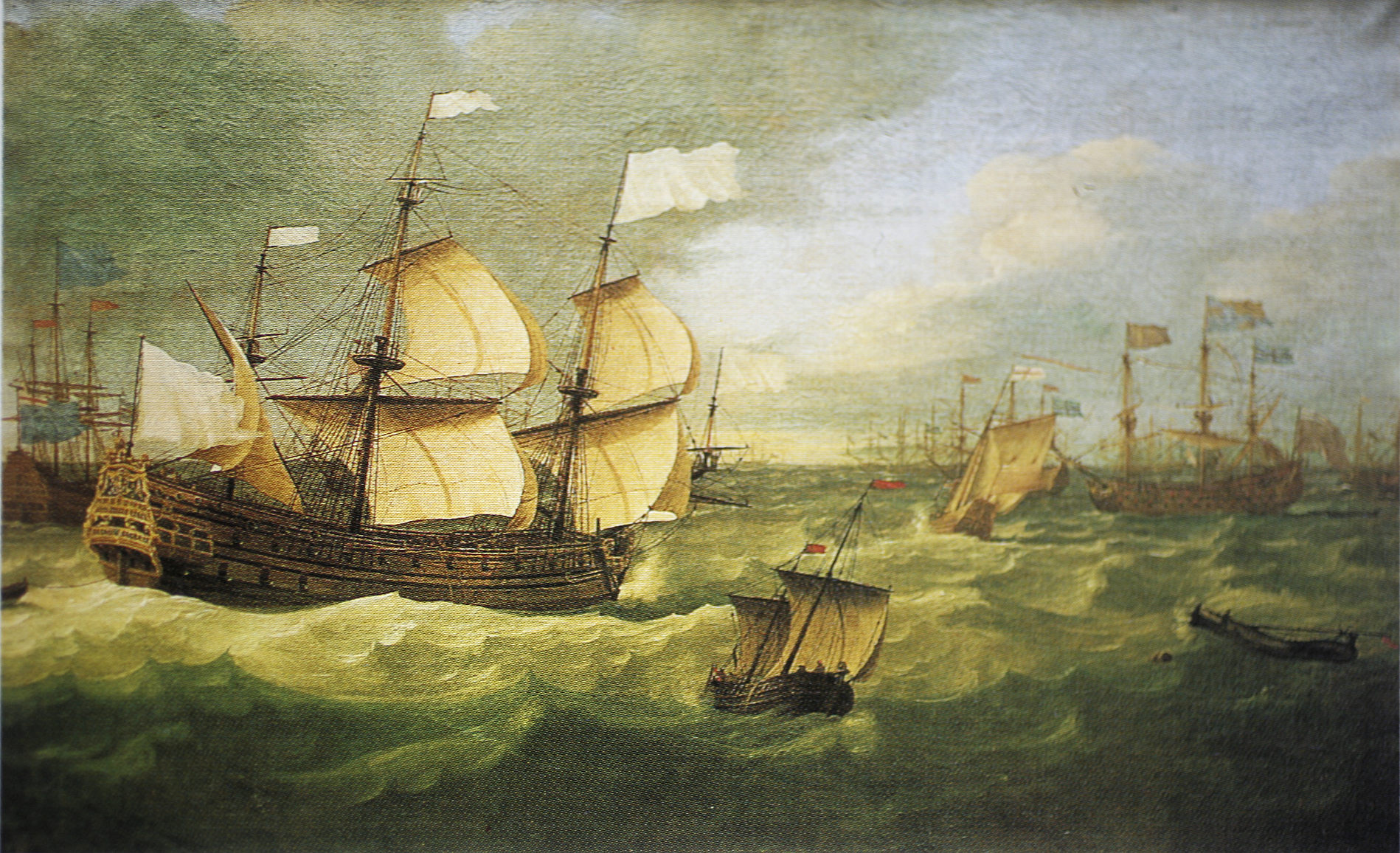
Nava amiral franceză Saint-Philippe în Bătălia de la Solebay

## Desfășurarea bătăliei
Direcția vântului este mai importantă decât de obicei datorită diferenței de opinie dintre aliați dacă să ia marea cu murele la babord, cum au făcut francezii, sau la tribord. Marea majoritate a surselor contemporane relatate de persoane prezente cad de acord asupra direcției vântului ca fiind între Est și Est-Sud-Est. Nu este posibil ca vântul să fi fost dinspre Nord-Est deoarece flota engleză nu ar fi putut lua un curs spre Nord-Vest, căci coasta avea o direcție spre Nord prin Est și spre Sud prin Vest, iar Royal Prince fiind ancorat la doar 2 mile de țărm nu ar fi avut loc de manevră. De altfel există câteva jurnale oficiale care menționează că Royal James și Victory au urmat un curs spre Nord-Est.
Flota aliată includea 74 nave de linie de 40 de tunuri sau mai mult, iar flota neerlandeză 62 . Aliații aveau astfel o superioritate numerică de 7 la 6 și de armament 6 la 5, navele lor fiind în medie mai grele. Din punct de vedere al calibrului tunurilor și al concentrării puterii de foc dezechilibrul era și mai mare, de vreme ce englezii aveau 7 nave de linie (inclusiv toate navele amiral ale celor 6 divizii din cele două escadre englezești) cu trei punți suprapuse de tunuri, de prim rang, armate cu 90 până la 106 tunuri. Ambele flote erau organizate ca de obicei în 3 escadre, dar De Ruyter a introdus o noutate detașând câte 6 nave din fiecare escadră (câte 2 din fiecare divizie), fiecare însoțită de o navă incendiară, pentru a conduce atacul.
Această escadră înaintată, o noutate tactică, alcătuită din 18 nave de linie ușoare și 18 nave incendiare, aflată sub comanda lui Jan van Brackel, avea scopul excepțional de a provoca cât mai multă dezordine și confuzie în linia anglo-franceză și de a permite astfel atacul concentrat al escadrelor și diviziilor principale asupra navelor inamice împrăștiate.
Din fericire pentru aliați, vântul sufla ușor și a slăbit și mai mult, astfel că au avut cam trei ore și jumătate să recheme toți marinarii de pe uscat și să se pună în mișcare și să formeze un fel de linie înainte ca inamicul să între în raza tunurilor. Din nefericire, datorită unor neînțelegeri inexplicabile, francezii înaintau cu vântul la babord iar cele două escadre engleze cu vântul în tribord.
Există opinii diferite cu privire la motivele lui D’Estrées de a acționa așa cum a făcut-o și dacă a fost îndreptățit sau nu. Justificarea sa pare a venit din faptul că escadra franceză ar fi trebuit să fie avangarda flotei și că în absența ordinelor contrare el se aștepta să conducă linia. Dacă Ducele dorea ca Escadra Albastră să conducă, era esențial ca acesta să își comunice intențiile subordonaților imediați fie prin semnalizare în scris sau verbal, și după cum se știe nu a făcut-o. Singurul ordin pe care francezii l-au primit atunci când D’Estrées l-a trimis pe maior la Duce pentru informații a fost de a ține vântul. Ducele nu le-a transmis niciodată că Escadra Albastră ar fi trebuit să conducă linia. Un astfel de ordin sugera că francezii urmau să stabilească cursul întregii linii. Cât despre luarea poziției sub vânt, francezii nu ar fi putut să o facă fără să lovească țărmul.
Deși cursul cu tribordul în vânt nu era cea mai bună opțiune, alegerea englezilor s-a datorat probabil faptului că valul mareic, așa cum a menționat și Narborough, le-ar fi îndreptat navele cu prova mai mult sau mai puțin spre Nord. Sandwich a luat marea spre Nord pentru că îi convenea, iar Ducele, a cărui navă ridică ancora mai târziu, a acceptat această direcție fără să ia în considerație implicațiile ei. Singura înregistrare a vreunui ordin legat de acest subiect a fost cel dat lui Harman, contra-amiralul său, de a conduce avangarda escadrei sale și să se țină după albaștri, inversând astfel ordinea naturală a flotei. 
Flota neerlandeză s-a apropiat dinspre Nord-Est sau Est-Nord-Est în linie transversală cu navele detașate și navele incendiare înaintea corpului principal. Van Ghent a întors în vânt și s-a apropiat cu vântul în tribord asupra Escadrei Albastre; De Ruyter a făcut același lucru ceva mai târziu în fața Escadrei Roșii; dar Banckert a continuat să înainteze cu vântul în babord formând o linie de chilă și s-a apropiat spre Sud în vânt față de francezi.
Nu există nici o dovadă că De Ruyter și-a concentrat întreaga escadră de nave incendiare împotriva englezilor, obținând astfel o superioritate locală. Singura mărturie în acest sens este că Van Brackel, care avea poziția în divizia cea mai sudică din escadra lui De Ruyter, l-a atacat pe Sandwich în centrul Escadrei Albastre engleze. Totuși această situație este ușor explicată prin faptul că neerlandezii s-au apropiat dinspre prova tribordului englezilor, astfel că navele din linia lor avansată au intrat în acțiune înaintea stațiilor lor proiectate.
Escadrele sudice ale lui D’Estrées și Banckert au angajat lupta timp de câteva ore cu vântul dinspre babord, neerlandezii în vânt, fără să se aproape la  mai puțin de 500 de metri, dar există mărturii conflictuale asupra motivelor lor. Neerlandezii au susținut că francezii au coborât sub vânt tot timpul și că Banckert i-a urmărit cât de aproape a putut; versiunea franceză este că vreo 15 dintre navele lor au luptat contra 43 neerlandeze, păstrându-și poziția cât mai în vânt posibil, dar că inamicul a insistat să se mențină la o distanță rezonabilă. Presupusa inegalitate numerică este explicată parțial de afirmația că divizia franceză din avangardă a lui Duquesne a eșuat să înainteze în vânt la fel de mult ca celelalte, dar aceasta este evident o exagerare. Fără divizia lui Duquesne, D’Estrées tot ar fi rămas cu 20 nave de linie, pe când Banckert avea doar 21 nave si 4 fregate, deși este posibil să fi avut aproape 40 de ambarcațiuni în total, incluzând navele incendiare și navele auxiliare. Narborough menționează că neerlandezii aveau 20 de nave contra celor 30 franceze, și aceasta este mult mai aproape de adevăr decât sunt cifrele franceze.
Cu o linie mai întinsă, D'Estrées a căutat să își depășească și întoarcă adversarul; dar divizia din frunte a lui Duquesne (aflat pe vasul Terrible de 70 tunuri) nu a putut strânge îndeajuns vântul, un duel mai dârz de artilerie a avut loc numai spre coada liniilor unde navele Superbe (Des Rabesnières) și Sage (Tourville) au angajat cea mai dură luptă. Însă eșecul apropierii trebuie să fie atribuit în principal neerlandezilor. Francezii nu ar fi putut vira mai mult de 8 grade în vânt iar navele lor se adânceau mai mult în apă decât cele ale lui Banckert; dacă acesta ar fi vrut cu adevărat să ducă lupta de la mică distanță, ar fi putut-o face cu siguranță. Totuși această parte a bătăliei nu a fost doar o simplă canonadă cum a fost descrisă de mulți istorici. Nava amiral franceză Saint Philippe 76 a suferit 67 de morți și răniți, căpitanul navei din fața sa, Tonnant 58, a fost rănit serios, la fel ca un alt căpitan din aceiași divizie; în timp ce Des Rabesnières, comandantul diviziei din ariergardă, a fost rănit mortal iar nava sa, Superbe 70, a fost avariată serios. Conform unei surse, pierderile totale ale escadrei franceze au fost de 450 de oameni, iar o altă sursă menționează că aproape fiecare navă a avut pierderi. De partea neerlandezilor pierderile au fost și ele departe de a fi neglijabile, deși mai puține decât în celelalte două escadre; Star pe Groeningen 70, oponentul lui Superbe, a avut 52 de morți și de răniți, iar propria navă a lui Banckert a suferit 27 de pierderi fără a-i număra pe cei răniți ușor.
Către ora 13:00 după-amiază, Duquesne a intrat însă în linie și neerlandezii au întors cei dintâi spre Nord, urmați de francezi. Depărtarea dintre cele două escadre a crescut, tirul de artilerie a încetat dar s-a reluat vreme de două ceasuri. Banckert a fost ușor rănit și către ora 19:00 a plecat spre a-și ralia restul flotei. Și francezii au făcut la fel, dar aveau să ajungă mai târziu în apele escadrelor engleze. 
Neerlandezii și-au concentrat atacul asupra celor două escadre englezești. În Nord, unde Escadra Albastră a reușit să formeze o linie bună , lupta a început pe la orele 7:00, iar în centrul ceva mai târziu . Avangarda extremă a flotei englezești, divizia lui Jordan, a fost inițial doar slab angajată în luptă, dar Sandwich pe Royal James 100, suprastructura înaltă a navei dominând pe cele neerlandeze, a devenit ținta unui atac concentrat. Primul a atacat Van Brakel cu Groot Hollandia 60, deși aparținea detașamentului avansat al escadrei lui De Ruyter, alegând un oponent care ar fi trebuit, conform etichetei acelor vremuri, să îi fie lăsat lui Van Ghent; apoi a sosit Van Ghent și secunzii săi, urmat de două nave incendiare, ambele ratându-și ținta, deși una aproape că a reușit să îi dea foc navei Henry 82, aflată la pupa lui Sandwich. Între timp Sandwich i-a trimis ordine lui Jordan să atace și să urce în vânt față de avangarda neerlandeză, apoi să vină în ajutorul lui. De fapt Jordan a anticipat acest ordin, dar odată ce a ajuns în vânt față de inamic, a rămas acolo și a continuat spre Sud fără să facă prea multe pentru a îl elibera pe Sandwich. Pe de altă parte, Kempthorne, cu a treia divizie a Escadrei Albastre, a trecut sub vânt de Royal James luptând cu divizia neerlandeză corespunzătoare, și s-a mulțumit să trimită doar o barcă ca să vadă cum stă situația.
În acest moment Brakel, care s-a distins la Medway în 1667, a executat manevra curajoasă de a-și aduce nava sa Groot Hollandia cu 60 de tunuri la abordajul lui Royal James cu 100 de tunuri și a reușit să ajungă într-o poziție de-a latul provei sale, de unde putea trage cu impunitate de-a lungul întregii punți inamice. Sandwich a vrut să abordeze inamicul, dar a fost convins contrariul de către Richard Haddock, capitanul său, pe motiv că Royal James a pierdut deja atât de mulți oameni încât nu s-ar mai putea lipsi de o forță suficientă de abordaj fără să slăbească focul astfel încât să încurajeze și alte nave neerlandeze să se aproprie la abordaj. Van Ghent a făcut chiar acest lucru; el intenționa să treacă pe la pupa lui Royal James și să o abordeze de la babord, dar datorită lipsei vântului nu a reușit să ajungă acolo și a trebuit să treacă încet de-a lungul tribordului la foarte mică distanță. Dolfijn 82 a suferit foarte serios în carenă și greement, iar Van Ghent însuși a fost ucis.
Până acum fluxul trecuse iar Haddock, care abia fusese rănit la picior, i-a trimis un mesaj lui Sandwich susținând că ar trebui să arunce ancora de la pupa și să scape astfel de Groot Hollandia. Sfatul lui Haddock a fost urmat și o echipă de abordaj a reușit să pună stăpânire pe puntea superioară a navei neerlandeze pentru îndeajuns timp ca să taie toate legăturile, iar aceasta a mers în derivă complet dezafectată. Apoi Sandwich și-a tăiat cablul ancorei și a încercat să recapete controlul asupra navei sale, dar a fost atacat imediat de Sweers pe Olifant 82. Vice-amiralul din Amsterdam proteja o altă navă incendiară, comandantă de Daniel van Rijn, un alt erou de la Medway, lansând-o asupra vasului lui Sandwich căruia a reușit să îi dea foc. Navele incendiare englezești din propria divizie au eșuat să elibereze nava incendiară neerlandeză, niciuna din ele nereușind să fie alături de nava lui Sandwich. Royal James a ars până la linia de plutire și cea mai mare parte a echipajului a pierit. Încercând să se salveze de la bord cu o șalupă, amiralul Sandwich s-a înecat atunci când ambarcațiunea supraîncărcată s-a răsturnat; Haddock a fost printre cei care au supraviețuit.
O altă navă care a evoluat prost în această parte a bătăliei a fost Henry 82, secundul lui Royal James, care după ce a scăpat de o navă incendiară a fost abordată și capturată, căpitanul ei Francis Digby fiind ucis. Mai târziu Henry a fost recapturată de către Plymouth 60 din divizia lui Jordan cu ajutorul supraviețuitorilor propriului echipaj, dar nu a mai putut lua parte la bătălie.
În centru De Ruyter pe Zeven Provincien 80 și Van Nes pe Eendracht 76 împreună cu alte câteva nave neerlandeze au început să atace nava amiral a Ducelui de York, Royal Prince 100, care inițial se afla oarecum în vânt față de restul diviziei sale cu excepția navei Victory 82, aflată imediat la pupa. Nave incendiare au fost consumate fără efect de ambele părți. Zărind ușor de departe stindardul Ducelui de York, De Ruyter i l-a arătat timonierului său: "Acesta este omul nostru!". Lângă De Ruyter, pe covertă stătea Cornelis de Witt, suferind de gută, așezat pe un scaun îmbrăcat în purpură și înconjurat de o gardă de 12 halebardieri în uniforme de culoare roșie și galbenă a provinciei Olanda. La un moment dat Royal Prince era înconjurat de 7 nave neerlandeze trăgând simultan asupra sa. Zeven Provincien a schimbat bordee cu nava Ducelui de York vreme de două ore dar în cele din urmă Prince a fost dezafectată, scoasă din luptă, catargele doborâte și căpitanul ei, Sir John Cox, a fost ucis, deși a scăpat de atacul a două nave incendiare. Ducele și-a mutat apoi steagul pe St Michael 90, nava căpitanului Sir Robert Holmes,care până atunci se aflase la babord sub vânt și a fost mai puțin angajată în luptă; cam în același timp atât De Ruyter cât și Van Nes și-au căutat alți antagoniști. De Ruyter a înaintat pentru a-l angaja pe John Harman pe Charles 100, în timp ce Van Nes, rămânând la pupa, a avut norocul să atace pe Royal Katherine 82, o navă care abia se alăturase flotei aliate cu un echipaj neantrenat. Deși aproape că a fost aprinsă de o navă incendiară îndreptată asupra lui Royal Katherine, Eendracht și-a redus curând la tăcere oponenta și a lăsat-o în urmă pentru a ataca mai departe, trimițând două nave mici să o ia în stăpânire. Sir John Chicheley, căpitanul lui Royal Katherine, și o parte din echipajul ei au fost luați prizonieri, dar restul, încurajați de îndepărtarea adversarului, s-au întors împotriva neerlandezilor și au recuperat nava. Împreună cu Henry s-a îndreptat spre Harwich și apoi spre Sheerness.
Atunci când Ducele s-a mutat pe St Michael a fost foarte greu pentru propriile nave dar și pentru inamic să descopere acest lucru datorită insuficienței vântului de a-i flutura steagul sau de a împrăștia fumul; dar în ciuda acestui fapt noua navă amiral a fost atacată în curând de la scurtă distanță. Se apropia atunci de malurile de la Lowestoft iar pilotul-șef, pe care Ducele l-a luat cu el de pe Prince, a insistat că e timpul să vireze. La scurt timp după ce a rostit aceste vorbe a fost ucis, dar sfatul i-a fost urmat și pe la orele 11:00 St Michael a întors spre larg spre Sud.
La capătul nordic al flotei Jordan făcuse acest lucru de ceva vreme și a fost urmat de o mare parte a escadrei neerlandeze din Amsterdam, încă condusă ostentativ de Dolfijn în ciuda morții lui Van Ghent și oarecum în confuzie la vederea acestei nave dezafectate și a manevrelor ei indecise. De Ruyter a așteptat puțin mai mult înainte să vireze, dar în cele din urmă ambele escadre nordice din cele două flote au trecut cu vântul la babord îndreptându-se spre Sud într-o serie de linii și grupuri fiecare în vânt față de celelalte. Vântul s-a schimbat spre Sud-Est și l-a adus pe St Michael atât de aproape de Royal James arzând încât a trebuit să coboare sub vânt ca să treacă în siguranță, lăsând pe Dartmouth 32 să ofere ce ajutor mai era posibil.
Acțiunea a continuat la babord pentru încă 6 ore timp în care escadrele englezești s-au reformat treptat, dar suferind avarii grele în același timp. Cambridge 70 și Resolution 70, care navigau în fața lui St Michael, au fost ambele forțate de focul diviziei lui Sweers să iasă din linie, cea dintâi pierzându-și căpitanul, Sir Frescheville Holles, iar Victory, care le-a luat locul în linie, a fost dezafectată și ea. Nava neerlandeză Stavoreen 48 a fost capturată de Greenwich 60 iar o alta, Jozua 54, s-a scufundat sub focul lui Edgar 72 (căpitanul ei, Jan van Dick a fost mai târziu schimbat cu Chicheley de pe Royal Katherine), în timp ce o a treia, Jaarsveld 48, și-a pierdut toate catargele și a reușit să scape cu dificultate.
La ora 17:00 St Michael ajunsese atât de avariat încât Spragge a reușit să treacă înainte cu divizia sa și să își reia locul oficial în linie, iar când acest lucru a fost realizat Ducele de York a decis să își părăsească a doua navă amiral și să își ridice steagul pe London 100, nava lui Spragge aproape intactă. Victory 82, care reușise să stea alături de navele amiral succesive ale Ducelui de York pe tot parcursul luptei până atunci, a fost nevoită să iasă și ea din linie pentru a efectua reparații. Urmă apoi o briză proaspătă dinspre Est-Nord-Est iar escadrele zeelandeză și franceză veniră iar în raza vizuală sub vânt, întorcându-se spre Nord cu vântul în tribord, în timp ce restul celor două flote virau spre Sud-Est la babord.
Canonada a continuat pentru încă 2-3 ore după care De Ruyter a dat flotei sale semnalul de a se reforma și a coborât cu vântul spre Sud, în timp ce Banckert s-a întors cu vântul la babord și a stat la capă pentru a-l aștepta, francezii urmându-i exemplul ceva mai sub vânt. Până seara atât englezii cât și neerlandezii erau mai mult sau mai puțin reuniți și ambii virau spre Sud-Est, cu neerlandezii înainte sub vânt; francezii erau încă ceva mai în spate și nu li s-au alăturat englezilor decât a doua zi de dimineață.
La ivirea zorilor pe 8 iunie vântul sufla dinspre Nord-Est. Pentru moment neerlandezii nu se vedeau, dar după aproximativ o oră pe un curs Nord-Nord-Vest englezii i-au găsit direct spre pupa. Ducele s-a întors pe Prince și a virat spre Est-Nord-Est; apoi, când francezii s-au apropiat în sfârșit, s-a oprit în vânt și a convocat un Consiliu de Război. Chiar înainte de amiază inamicul a intrat din nou în raza vizuală undeva sub vânt și virând spre Nord-Nord-Vest. Aliații au luat același curs și au virat din nou rămânând în vânt. La amiază treceau chiar pe lângă bancul Galloper și virau spre Sud-Est, depășindu-i treptat pe neerlandezi în vânt. Pe la orele 16:00 aliații se aflau într-o poziție de a porni atacul, dar chiar atunci când s-a dat semnalul de atac a fost făcut s-a lăsat o ceață groasă, care a durat 2 ore. Când ceața s-a ridicat, semnalul de atac a fost repetat, dar de această dată vântul era atât de puternic încât era imposibil să fie folosite tunurile de pe puntea inferioară pe partea de sub vânt și ideea de a lupta a trebuit să fie abandonată. Aliații au ținut un curs spre Est până la lăsarea întunericului și apoi au virat spre Nord-Vest la vreo 20 mile Vest-Nord-Vest de Insula Wacheren aproape de bancurile de nisip și au ancorat la 9 iunie în fața acestor bancuri în timp ce neerlandezii au continuat spre propria coastă. Aliații au ancorat lângă Galloper în seara următoare, apoi au ajuns la Nore pentru reechipare la 16 iunie.

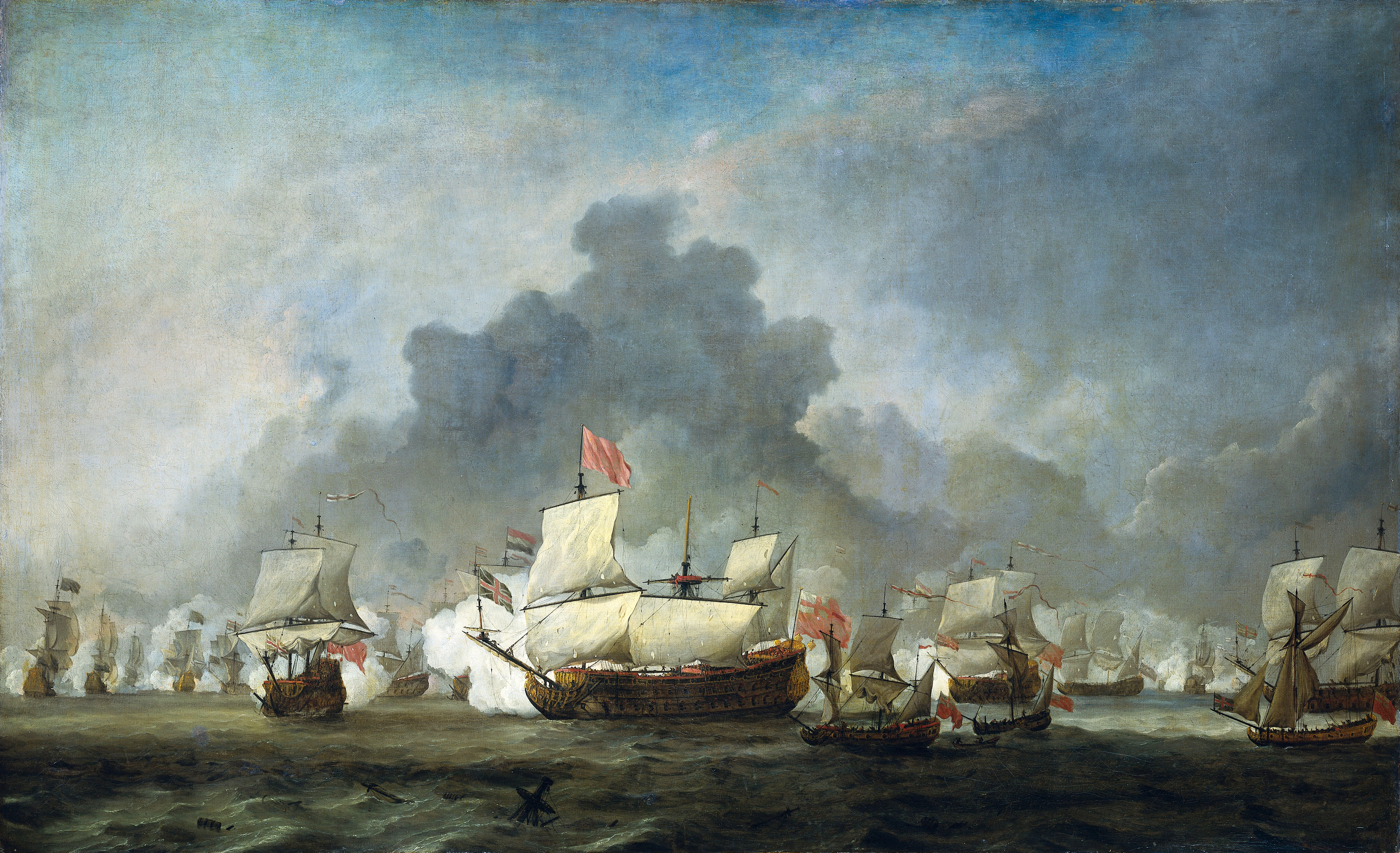
Nava amiral engleză Royal Prince avariată în Bătălia de la Solebay, pictură de Willem van de Velde cel Tânăr

## Urmări
Bătălia de la Solebay a fost indecisă, dar neerlandezii aveau mai multe motive decât aliații să fie mulțumiți de rezultate. Într-adevăr, au pierdut navele Stavoreen (48 tunuri) și Jozua (54) în bătălie, iar aliații au pierdut pe Royal James (100), în timp ce Westergo (56) a fost arsă accidental în noaptea următoare, dar neerlandezii au reușit cu o forță inferioară să provoace destule stricăciuni pentru a-i împiedica pe aliați să mai încerce vreo operațiune pe coasta neerlandeză pentru o vreme. Neerlandezii au pierdut cel puțin 600 de morți și aproape de două ori mai mulți răniți. Au pierdut un amiral, pe Van Ghent, iar doi căpitani au fost capturați, în timp ce alți câțiva ofițeri superiori, printre care Bankert și Brakel, au fost răniți mai mult sau mai puțin serios. Pentru aliați Narborough menționează că au murit 737 de oameni în total, în afara celor de pe Royal James; așa cum s-a spus anterior, francezii au pierdut în total 450 de morți și răniți. Ofițeri seniori pierduți au fost Sandwich, Cox pe Prince, Digby pe Henry, Holles pe Cambridge, Hannum pe Triumph, Pearce pe St George, Waterworth pe Anne, commandantul Yennis al unei nave incendiare, și Des Rabesnières, șeful de escadră al celei de-a treia divizie franceză. Printre răniți s-au numărat Haddock de pe Royal James, Des Ardents pe Tonnant și Magnou pe Excellent. Chicheley de pe Royal Katherine a fost luat prizonier.
De ambele părți exista destul de multă nemulțumire față de comportamentul anumitor indivizi. Printre aliați principala acuzație nu era cea a englezilor împotriva lui D’Estrées și a francezilor în general (acuzație care va veni mai târziu), ci cea a lui Haddock și a altor ofițeri din Escadra Albastră contra lui Jordan pentru eșecul acestuia de a-l despresura pe Sandwich, și a lui D’Estrées împotriva lui Du Quesne, comandantul primei divizii franceze, pentru a fi păstrat o distanță prea mare față de inamic. Este greu de spus cât de justificate erau aceste acuzații; per ansamblu opinia modernă este favorabilă lui Jordan și este clar că cel puțin Ducele de York a considerat că și-a îndeplinit datoria, de vreme ce a fost promovat la scurt timp la rangul de Vice-Amiral al Escadrei Roșii, propria escadră a Ducelui. Este consemnat că a fost promovat dar nu a mai fost chemat în serviciu activ niciodată, dar se știe că a navigat în această nouă funcție pentru restul verii anului 1672. Faptul că nu a mai primit nici o comandă în flota din 1673 s-a datorat mai probabil tendinței naturale de a înlocui în particular ofițerii mai atașați Ducelui de York și înlocuirea acestora cu cei acceptați de Rupert, noul Comandant-Șef. În cazul lui Du Quesne, este greu de crezut că un ofițer cu o asemenea experiență, atât înainte cât și după anul 1672, a eșuat în mod deliberat în misiune, și deși a fost lăsat la vatră în 1673, s-a văzut mai târziu că nu a fost singurul ofițer-amiral francez care nu a fost de acord cu D’Estrées și că nu subordonatul era neapărat vinovat.
De partea neerlandezilor au existat plângeri împotriva lui Volckhard Schram și a lui David Vlugh, cei doi ofițeri-amirali de la Amiralitatea din Noorderkwartier, și împotriva a trei căpitani, doi dintre ei fiind din escadra lui Banckert. Cu toții au fost achitați iar Jan de Haen, contra-amiralul din Amsterdam, a fost acuzat de exces de zel în adunarea de mărturii împotriva primilor doi.
A fost nevoie să fie numiți noi amirali de ambele părți. Spragge a fost făcut Amiral al Escadrei Albastre în locul lui Sandwich, și i-a luat pe John Harman ca vice-amiral și pe Richard Beach pe Monmouth ca contra-amiral; Jordan și Kempthorne și-au păstrat rangurile dar au fost mutați din Escadra Albastră în cea Roșie. În escadra franceză postul de șef-de-escadră a celei de-a treia divizii și funcția de căpitan a lui Superbe, vacante la moartea lui Des Rabesnières, au fost date temporar lui De Verdille de pe Invincible. La neerlandezi Sweers și De Haen au fost făcuți temporar locotenent-amiral și, respectiv, vice-amiral de Amsterdam, iar Van Meeuwen de pe Reigersbergen a devenit temporar contra-amiral. Sweers a preluat comanda celei de-a treia escadre în locul lui Van Ghent.
Nici o parte adversă nu a realizat prea multe în restul operațiunilor din acel an. De fapt neerlandezii nu au încercat nimic mai mult decât o defensivă aproape complet pasivă, deoarece înfrângerile lor pe uscat, urmate de revoluția care a culminat cu moartea fraților De Witt, au cauzat o mare redirecționare a oamenilor și a proviziilor de la flotă către armată și o mare dezorganizare pe care nici De Ruyter nu putea să o rezolve. S-a făcut o încercare de a cere pace, dar condițiile cerute de aliați erau atât de absurde încât nu s-a ajuns la nici un rezultat.

## Concluzie
Conform mărturiei lui De Ruyter, Bătălia de la Solebay a fost cea mai sângeroasă și mai disperată luptă la care a luat parte vreodată. Numai tunurile lui Zeven Provincien au tras în jur de 3.500 de ghiulele. Corpurile a peste 1.200 de oameni au fost aduse de valuri pe coastele orientale ale Angliei, printre care trei dintre halebardierii lui Cornelis de Witt (în timp ce alți trei au fost răniți).
Din punct de vedere tactic, Bătălia de la Solebay a oferit un avantaj major lui De Ruyter. A reușit să surprindă flota aliată în dezordine și să exploateze această situație, împiedicându-i pe anglo-francezi să lupte în linie de bătaie, conform intențiilor Ducelui de York, să-și exploateze superioritatea numerică, de foc și de calibru; din contră, aliații au fost nevoiți să lupte de la mică distanță împotriva unor grupuri de nave pe care neerlandezii au reușit să le concentreze temporar asupra navelor mai puternice, izolându-le de restul liniei și scoțându-le din luptă. În prima parte a bătăliei, această tactică a dat roade spectaculoase: cele mai mari vase din flota aliată fuseseră învinse - nava-amiral a Escadrei Albastre era incendiată, iar cea a Escadrei Roșii dezafectată și scoasă din luptă, două puternice nave cu 82 de tunuri erau capturate, iar multe alte nave englezești erau foarte avariate. Vântul slab a împiedicat tractarea în afara luptei a capturilor, iar aceste nave au fost în cele din urmă luate înapoi de englezi. Din nou neerlandeziilor le-a fost refuzată victoria decisivă de către imensa trăinicie și putere de foc ale navelor amiral englezești cu trei punți de tunuri, adevărate fortărețe plutitoare. Acestea au rezistat atacurilor concentrate ale neerlandezilor și au reprezentat coloana vertebrală a flotei aliate sub care celelalte nave să se regrupeze.
Din perspectiva materială, pierderea navei Royal James valora mai mult decât cele două nave ușoare pierdute de neerlandezi (și o a treia care a luat foc accidental a doua zi după bătălie, Westergo 56); iar dacă neerlandezii ar fi reușit să ducă în patrie cele două capturi cu 82 de tunuri și alte mari nave englezești foarte avariate, avantajul ar fi fost și mai mare. 
Mai important este rezultatul strategic. Englezii au susținut că i-au gonit pe neerlandezi spre propria coastă, însă flota aliată nu era în stare să îi blocheze acolo. De Ruyter a provocat atât de multe pierderi încât principalele nave englezești au fost nevoite să se întoarcă în porturi pentru recondiționare. Acesta a fost deznodământul crucial al bătăliei. Englezii au fost pentru o vreme făcuți incapabili să blocheze coasta Țărilor de Jos, să intercepteze flota comercială ce se întorcea din Indiile Orientale dar și să sprijine o invazie planificată în provinciile Olanda sau Zeelanda. Iar în acest sens bătălia a fost decisivă, "spatele" Republicii fiind astfel apărat în timp ce pe uscat armata franceză părea de neoprit și amenința însăși inima țării - Amsterdam. Dacă englezii ar fi reușit să pună stăpânire pe coasta Zeelandei sau a Olandei, obținând controlul asupra căilor maritime, supraviețuirea Provinciilor Unite ar fi fost extrem de improbabilă.
Mai înainte de flota engleză după înfrângerea din Bătălia de la Beachy Head din 1690, afirmația despre flota în viață (a fleet in being) este la fel de adevărată cu privire la flota neerlandeză a Republicii Țărilor de Jos, a cărei înfrângere a devenit în 1673 un imperativ pentru flota aliată anglo-franceză înainte de a putea lansa o invazie dinspre mare și de a încheia astfel războiul în favoarea agresorilor. Prin însăși existența ei, deși cu efective mult diminuate datorită resurselor redirecționate către uscat, flota neerlandeză a împiedicat operațiunile flotei anglo-franceze în restul anului 1672 prin staționări și manevre strategice și prin neacceptarea luptei în condiții nefavorabile.

## Flota aliată anglo-franceză[10][11]
A fost compusă din 76 nave de linie, 11 fregate (87 nave de război) cu 5.332 tunuri și 31.540 oameni, 8 fregate ușoare, 24 nave incendiare, 50 bărci lungi, flute, iahturi și alte nave mici (~180 nave in total)
| ESCADRA ALBĂ (FRANCEZĂ) (Jean d'Estrées) (navele în linia de bătaie) 26 nave de linie, 4 fregate, 5 fregate ușoare, 8 nave incendiare cu 1.890 tunuri si 10.870 oameni | ESCADRA ALBĂ (FRANCEZĂ) (Jean d'Estrées) (navele în linia de bătaie) 26 nave de linie, 4 fregate, 5 fregate ușoare, 8 nave incendiare cu 1.890 tunuri si 10.870 oameni | ESCADRA ALBĂ (FRANCEZĂ) (Jean d'Estrées) (navele în linia de bătaie) 26 nave de linie, 4 fregate, 5 fregate ușoare, 8 nave incendiare cu 1.890 tunuri si 10.870 oameni | ESCADRA ALBĂ (FRANCEZĂ) (Jean d'Estrées) (navele în linia de bătaie) 26 nave de linie, 4 fregate, 5 fregate ușoare, 8 nave incendiare cu 1.890 tunuri si 10.870 oameni | ESCADRA ALBĂ (FRANCEZĂ) (Jean d'Estrées) (navele în linia de bătaie) 26 nave de linie, 4 fregate, 5 fregate ușoare, 8 nave incendiare cu 1.890 tunuri si 10.870 oameni |
| --- | --- | --- | --- | --- |
| Rang | Navă | Tunuri | Echipaj | Căpitan |
| Avangarda (Abraham Duquesne) | | | | |
| 2 | Illustre | 70 | 430 | Marchizul François de Grancey |
| 3 | Temeraire | 50 | 300 | Jean de Larson |
| 2 | Admirable | 68 | 500 | Jérôme Augustin de Beaulieu |
| 2 | Terrible | 70 | 500 | Locotenent-general Marchizul Abraham Duquesne (1610-1688), căpitan Marie-Hyacinte de Rosmadek                                                                          |
| 2 | Conquérant | 70 | 500 | Charles de Thivas |
| 3 | Prince | 50 | 300 | Marchizul François Davy d’Amfreville |
| 3 | Bourbon | 50 | 300 | Gabriel de Kervin |
| 4 | Hasardeux | 38 | 240 | De la Vigerie |
| 3 | Alcyon | 46 | 240 | Bitaut de Bleor |
| 3 | Vaillant | 50 | 320 | Cavalerul André de Nesmond |
| Centrul (Jean d’Estrées) | | | | |
| 2 | Foudroyant | 70 | 420 | Jean Gabaret |
| 3 | Brave | 54 | 350 | Cavalerul Jean-Baptiste de Valbelle |
| 3 | Aquilon | 50 | 300 | Cavalerul Claude d’Hally |
| 2 | Tonnant | 58 | 320 | Marchizul Hector des Ardents |
| 1 | Saint Philippe | 78 | 600 | Vice-amiralul Jean Conte d’Estrées (1624-1707), căpitan Pierre de Cou                                                                                                  |
| 2 | Grand | 70 | 400 | De Gombaud |
| 3 | Duc | 50 | 300 | Cavalerul de Sebville |
| 4 | Eole | 38 | 240 | Cavalerul Jacques de Cogolin de Cuers |
| 3 | Oriflamme | 50 | 300 | Marchizul Joseph Le Barbier de Kerjean |
| 3 | Excellent | 50 | 300 | Pierre de Guerusseau du Magnou |
| 4 | Arrogant | 38 | 250 | François de Villeneuve-Ferrieres |
| Ariergarda (François de Rabesnieres) | | | | |
| 2 | Fort | 60 | 350 | Contele Charles de Courbon-Blenac |
| 3 | Rubis | 46 | 240 | Louis de St-Aubin d’Infreville |
| 3 | Galant | 46 | 240 | Cavalerul Pierre le Bret de Flacourt |
| 2 | Sans Pareil | 66 | 400 | Isaac de Chadeu de la Clocheterie |
| 2 | Superbe | 70 | 480 | Șeful de escadră François des Rabesniere-Treillebois (1625-1672†), căpitan De Themines                                                                                 |
| 3 | Sage | 50 | 300 | Cavalerul Anne Hilarion de Tourville |
| 4 | Hardi | 38 | 250 | De la Roque-Garseval |
| 3 | Heureux | 50 | 300 | François Pannetier |
| 2 | Invincible | 70 | 400 | Comodor François de Livenne de Verdille |
| Nave auxiliare aflate în spatele liniei | | | | |
| | Aurore | 20 | 50 | De Chammartin (fregată ușoară) |
| | Gaillarde | 20 | 50 | De Grosbois (fregată ușoară) |
| | Subtile | 12 | 50 | Roy dit Champagne (fregată ușoară) |
| | Tempete | 12 | 50 | De Mericourt (fregată ușoară) |
| | Railleuse | 12 | 50 | De Gravenson (fregată ușoară) |
| | Serpent | 24 | 35 | Rocuchon (navă incendiară) |
| | Deguisé | 24 | 30 | Chaboisseau l’Ainé (navă incendiară) |
| | Fanfaron | 24 | 30 | Ozée Thomas (navă incendiară) |
| | Trompeur | 10 | 30 | Chaboisseau le Cadet (navă incendiară) |
| | Inconnu | 24 | 30 | Vidault (navă incendiară) |
| | Perilleux | 24 | 30 | Chaboisseau le Jeaune (navă incendiară) |
| | Emerillon | 10 | 30 | Serpeau (navă incendiară) – scufundată |
| | Sauvage | 10 | 30 | Jean Etienne (navă incendiară) |
| | Voile | 24 | 35 | Tortel (navă incendiară) |
| | Tardif | 20 | 40 | ? (flută) |
| | Cheval Noir | 16 | 36 | ? (flută) |
| | Oiseau Volant | 18 | 40 | ? (flută) |

| ESCADRA ROȘIE (ENGLEZĂ) (Ducele de York) (navele în linia de bătaie proiectată) 26 nave de linie, 5 fregate, 6 nave incendiare, 1 iaht, 1 slup, 1 navă spital cu 1.848 tunuri si 11.135 oameni | ESCADRA ROȘIE (ENGLEZĂ) (Ducele de York) (navele în linia de bătaie proiectată) 26 nave de linie, 5 fregate, 6 nave incendiare, 1 iaht, 1 slup, 1 navă spital cu 1.848 tunuri si 11.135 oameni | ESCADRA ROȘIE (ENGLEZĂ) (Ducele de York) (navele în linia de bătaie proiectată) 26 nave de linie, 5 fregate, 6 nave incendiare, 1 iaht, 1 slup, 1 navă spital cu 1.848 tunuri si 11.135 oameni | ESCADRA ROȘIE (ENGLEZĂ) (Ducele de York) (navele în linia de bătaie proiectată) 26 nave de linie, 5 fregate, 6 nave incendiare, 1 iaht, 1 slup, 1 navă spital cu 1.848 tunuri si 11.135 oameni | ESCADRA ROȘIE (ENGLEZĂ) (Ducele de York) (navele în linia de bătaie proiectată) 26 nave de linie, 5 fregate, 6 nave incendiare, 1 iaht, 1 slup, 1 navă spital cu 1.848 tunuri si 11.135 oameni                                        |
| --- | --- | --- | --- | --- |
| Rang | Navă | Tunuri | Echipaj | Căpitan |
| Avangarda (Edward Spragge) | | | | |
| 3 | Resolution | 68 | 400 | Sir John Berry |
| 4 | Bristol | 54 | 220 | Charles Wylde |
| 1 | London | 100 | 750 | Vice-amiralul Sir Edward Spragge (1629-1673), căpitan John Shelley |
| | Supply | 6 | 35 | Henry Williams (navă incendiară în spatele liniei) |
| 5 | Algier | 32 | 160 | Thomas Knevet (fregată) |
| 2 | Old James | 70 | 500 | John Haywood/Hayward, locotenentul Hayward † |
| 4 | Sweepstakes | 40 | 170 | George Canning |
| 3 | Dunkirk | 64 | 340 | Francis Courtney |
| 4 | Diamond | 48 | 220 | Thomas Foulis |
| 3 | Monck | 58 | 340 | Bernard Ludman |
| 5 | Dartmouth | 40 | 150 | Richard Sadlington (fregată în spatele liniei) |
| Centrul (Ducele de York) | | | | |
| 4 | Yarmouth | 52 | 240 | Robert Werden |
| 3 | Dreadnought | 58 | 360 | Arthur Herbert, locotenent secund Thomas Hopsonn |
| 3 | Cambridge | 70 | 400 | Sir Frescheville Holles † |
| 3 | Fairfax | 66 | 400 | Sir George Legge, locotenent Winston Churchill † |
| 2 | Victory | 84 | 600 | Sir Thomas Butler, conte de Ossory |
| 1 | Royal Prince | 100 | 965 | Înalt Lord Amiral Iacob Stuart, Duce de York și Albany (1633-1701), căpitanul flotei Sir John Cox †, căpitan secund Sir John Narborough, locotenent Christopher Mason, șef de echipaj Christopher Gunman, aspirant Cloudesley Shovell |
| | Katherine | 6 | 35 | Thomas Andrews (navă incendiară în spatele liniei) – arsă |
| | Bantam | 6 | 40 | Henry Pattison (navă incendiară în spatele liniei) – arsă |
| | Castle | 8 | 45 | Thomas Wilshaw (navă incendiară în spatele liniei) |
| | Fanfan | 4 | 30 | John Pybus (iaht în spatele liniei) |
| 1 | St Michael | 98 | 700 | Sir Robert Holmes, locotenenți William Dawson și George Tyete, pilot Napier † |
| 3 | Monmouth | 70 | 400 | Richard Beach |
| 4 | Adventure | 40 | 170 | John Tyrwhitt |
| 2 | Royal Katherine | 76 | 530 | Sir John Chicheley (capturată și recapturată) |
| 4 | Phoenix | 40 | 185 | Richard LeNeve |
| 5 | Garland | 34 | 150 | John Wyborne (fregată în spatele liniei) |
| | Fountain | 10 | 35 | Robert Stout (navă incendiară în spatele liniei) – arsă |
| Ariergarda (John Harman) | | | | |
| 3 | York | 58 | 340 | Thomas Elliot |
| 4 | Greenwich | 60 | 280 | Levi Greene |
| 3 | Anne | 60 | 340 | John Waterworth † |
| 1 | Charles | 100 | 750 | Contra-amiralul Sir John Harman (1625-1673) |
| | Anne & Christopher | 8 | 40 | William Humble (navă incendiară) |
| 6 | Portsmouth | 6 | 30 | Edward Pearce (slup în spatele liniei) |
| 2 | Rainbow | 56 | 410 | James Storey |
| 5 | Forester | 28 | 140 | Henry Killigrew (fregată în spatele liniei) |
| 4 | Dover | 54 | 200 | John Ernley |
| 4 | Constant Warwick | 40 | 170 | Thomas Hamilton |
| 5 | Success | 30 | 155 | George Watson (fregată în spatele liniei) |
| Alte nave auxiliare aflate în spatele liniei | | | | |
| 6 | Katherine | 12 | 40 | William Grist (navă-spital) |

| ESCADRA ALBASTRĂ (ENGLEZĂ) (Contele de Sandwich) (navele în linia de bătaie proiectată) 24 nave de linie, 1 fregată, 1 fregată ușoară, 7 nave incendiare. 2 slupuri, 1 iaht cu 1.594 tunuri si 9,535 oameni | ESCADRA ALBASTRĂ (ENGLEZĂ) (Contele de Sandwich) (navele în linia de bătaie proiectată) 24 nave de linie, 1 fregată, 1 fregată ușoară, 7 nave incendiare. 2 slupuri, 1 iaht cu 1.594 tunuri si 9,535 oameni | ESCADRA ALBASTRĂ (ENGLEZĂ) (Contele de Sandwich) (navele în linia de bătaie proiectată) 24 nave de linie, 1 fregată, 1 fregată ușoară, 7 nave incendiare. 2 slupuri, 1 iaht cu 1.594 tunuri si 9,535 oameni | ESCADRA ALBASTRĂ (ENGLEZĂ) (Contele de Sandwich) (navele în linia de bătaie proiectată) 24 nave de linie, 1 fregată, 1 fregată ușoară, 7 nave incendiare. 2 slupuri, 1 iaht cu 1.594 tunuri si 9,535 oameni | ESCADRA ALBASTRĂ (ENGLEZĂ) (Contele de Sandwich) (navele în linia de bătaie proiectată) 24 nave de linie, 1 fregată, 1 fregată ușoară, 7 nave incendiare. 2 slupuri, 1 iaht cu 1.594 tunuri si 9,535 oameni |
| --- | --- | --- | --- | --- |
| Rang | Navă | Tunuri | Echipaj | Căpitan |
| Avangarda (John Kempthorne) | | | | |
| 3 | Gloucester | 58 | 340 | William Coleman |
| 4 | Bonaventure | 48 | 220 | Richard Trevanion |
| 2 | Saint George | 64 | 400 | Jeffrey Pearce † |
| 1 | Saint Andrew | 98 | 750 | Contra-amiralul Sir John Kempthorne (1620-1679), căpitani John Archer și Thomas Harwood |
| | Success | 6 | 30 | Matthew Dawson (navă incendiară în spatele liniei) |
| | Spy | 4 | 30 | John Withers (slup în spatele liniei) |
| 3 | Warspite | 70 | 400 | Robert Robinson |
| 4 | Antelope | 48 | 220 | Richard White |
| 3 | French Ruby | 66 | 400 | Thomas Room Coyle |
| | Anne & Judith | 6 | 35 | Joseph Harris † (navă incendiară în spatele liniei) – arsă |
| Centrul (Contele de Sandwich) | | | | |
| 3 | Montagu | 60 | 360 | Thomas Darcy |
| 4 | Leopard | 56 | 280 | Peter Bowen |
| 3 | Rupert | 66 | 400 | Sir John Holmes, locotenent Edward Russell |
| 1 | Royal James | 106 | 800 | Amiralul Sir Edward Montagu, Conte de Sandwich (1625-1672 †), căpitan Richard Haddock, locotenenți Walter Perry †, Richard Cotting și Thomas Mayo, șef de echipaj Davie – arsă                              |
| | Alice & Francis | 6 | 40 | Ezekiel Yennis † (navă incendiară în spatele liniei) – arsă |
| | Rachel | 6 | 30 | John Kelsey (navă incendiară în spatele liniei) |
| 2 | Henry | 80 | 580 | Francis Digby †, locotenent Gascoigne † – capturată și recapturată |
| 3 | Edgar | 70 | 400 | John Wetwang |
| 4 | Crown | 50 | 200 | William Finch |
| 4 | Mary Rose | 48 | 220 | William Davies |
| 4 | Princess | 54 | 240 | Richard Munden |
| | Robert | 4 | 30 | Richard Collins (navă incendiară în spatele liniei) |
| | Thomas & Edward | 6 | 35 | John Holmes (navă incendiară în spatele liniei) |
| Ariergarda (Joseph Jordan) | | | | |
| 3 | Mary | 60 | 360 | John Brooks |
| 4 | Ruby | 48 | 220 | Stephen Pyend |
| 2 | Triumph | 70 | 500 | William or Willoughby Hannam † |
| 1 | Royal Sovereign | 100 | 815 | Vice-amiralul Sir Joseph Jordan (1603-1685) |
| | Francis | 8 | 40 | Robert Fortescue (navă incendiară în spatele liniei) |
| 5 | Mermaid | 30 | 140 | Eric Sieubladh (fregată În spatele liniei) |
| | Emsworth | 6 | 30 | David Trotter (slup în spatele liniei) |
| 2 | Unicorn | 64 | 420 | Richard James, locotenent Jenkinson † |
| 4 | Tiger | 46 | 180 | John Turner |
| 3 | Plymouth | 60 | 340 | Sir Roger Strickland |
| 4 | Advice | 46 | 220 | Dominick Nugent |
| 6 | Richmond | 28 | 130 | Naphtali Ball (fregată în spatele liniei) |
| 6 | Merlin | 8 | 30 | Jacob Baker (iaht în spatele liniei) |
| Alte nave auxiliare aflate în spatele liniei (nu se știe în ce escadră erau distribuite) | | | | |
| 5 | Guernsey | 30 | 150 | Leonard Harris (fregată, sosită în timpul luptei) |
| 6 | Deptford | 12 | 45 | William Anguish (fregată) |
| 6 | Cleveland | 8 | 30 | William Faseby (iaht) |
| 6 | Kitchen | 6 | 30 | William Wright (iaht) |
| 6 | John’s Advice | 16 | 40 | Ralph Frary (navă-spital) |
| 6 | Drake | 14 | 70 | John Temple (fregată, sosită în timpul luptei) |
| 6 | Henrietta | 12 | 30 | Thomas Lovell (iaht, sosit în timpul luptei) |
| | Hopewell | 6 | 35 | Ralph Wrenn (navă incendiară) |
| | Samuel & Ann | 6 | 35 | Richard Haddock (navă incendiară) |
| | Providence | 6 | 45 | William Andrews (navă incendiară) |

## Flota Neerlandeză[14]
61 nave de linie, 14 fregate (75 nave de război), 36 nave incendiare, 22 iachturi și alte nave mici cu 4.484 tunuri și 20.788 oameni (133 nave in total) 

| A TREIA ESCADRĂ (AVANGARDA, sau ARIPA STÂNGĂ) (Adriaen Banckert) (nu se cunoaște ordinea exactă a navelor în linia de bătaie) 21 nave de linie și 6 fregate cu 1.504 tunuri, 11 nave incendiare, 6 iachturi | A TREIA ESCADRĂ (AVANGARDA, sau ARIPA STÂNGĂ) (Adriaen Banckert) (nu se cunoaște ordinea exactă a navelor în linia de bătaie) 21 nave de linie și 6 fregate cu 1.504 tunuri, 11 nave incendiare, 6 iachturi | A TREIA ESCADRĂ (AVANGARDA, sau ARIPA STÂNGĂ) (Adriaen Banckert) (nu se cunoaște ordinea exactă a navelor în linia de bătaie) 21 nave de linie și 6 fregate cu 1.504 tunuri, 11 nave incendiare, 6 iachturi | A TREIA ESCADRĂ (AVANGARDA, sau ARIPA STÂNGĂ) (Adriaen Banckert) (nu se cunoaște ordinea exactă a navelor în linia de bătaie) 21 nave de linie și 6 fregate cu 1.504 tunuri, 11 nave incendiare, 6 iachturi | A TREIA ESCADRĂ (AVANGARDA, sau ARIPA STÂNGĂ) (Adriaen Banckert) (nu se cunoaște ordinea exactă a navelor în linia de bătaie) 21 nave de linie și 6 fregate cu 1.504 tunuri, 11 nave incendiare, 6 iachturi |
| --- | --- | --- | --- | --- |
| Amiralitate | Navă | Tunuri | Echipaj | Căpitan |
| Zeeland | Walcheren | 70 | 410 | Locotenentul-amiral Adriaan van Trappen Banckert (1620-1684) |
| Zeeland | Zierikzee | 60 | 330 | Vice-amiralul Cornelis Evertsen cel Tânăr (1628-1679) |
| Friesland | Groeningen | 70 | ? | Vice-amiralul Enno Doedes Star (1631-1707) |
| Zeeland | Oranje | 70 | 312 | Contra-amiralul Jan Matthijszoon (?-1673) |
| Friesland | Prins Hendrik Casimir | 72 | ? | Contra-amiralul Hendrik Dirksz Bruynsveld (c1620-1675) |
| Friesland | Vredewolden | 60 | 249 | Christian Ebelsz Uma |
| Amsterdam | Oudshoorn | 70 | 360 | Thomas Tobiaszoon |
| Amsterdam | Kalantsoog | 70 | 340 | Hendrik Brouwer |
| Amsterdam | Steenbergen | 68 | ? | Jan Roetering |
| Noorderkwartier | Wapen van Nassau | 62 | 310 | Pieter Kerseboom |
| Friesland | Oostergoo | 62 | ? | Jan Jansz Vijselaer |
| Rotterdam | Schieland | 60 | 290 | Nicolaes Naalhout |
| Amsterdam | Kruiningen | 56 | ? | Balthazar van de Voorde |
| Noorderkwartier | Gelderland | 56 | 290 | Maarten Jacobsz de Boer |
| Friesland | Elf Steden | 54 | ? | Wytze Johannes Beyma |
| Zeeland | Middelburg | 50 | 204 | Willem Hendrikszoon |
| Zeeland | Kampveere | 50 | 214 | Adriaan van Kruiningen |
| Zeeland | Vlissingen | 50 | 204 | Salomon Le Sage |
| Noorderkwartier | Drie Helden Davids | 50 | 240 | Claes Cornelisz Valehen |
| Noorderkwartier | Wapen van Medemblik | 46 | ? | Hendrik Visscher |
| Zeeland | Zwanenburg | 44 | ? | Cornelis Evertsen cel mai Tânăr |
| Fregate | | | | |
| Zeeland | Delft | 34 | 160 | Simon Loncke |
| Zeeland | Ter Goes | 34 | 141 | Karel van der Putten |
| Amsterdam | Popkensburg | 24 | ? | Michiel Meeganck |
| Rotterdam | Schiedam | 20 | ? | Frans van Nijdeck |
| Zeeland | Visscher Harder | 26 | 108 | Brent Maartenszoon Boom |
| Amsterdam | Damiaten | 34 | 87 | Jan Janszoon de Jongh |
| Iahturi | | | | |
| Zeeland | Bruinvis | 6 | ? | Cornelis Hollart |
| Zeeland | Zeehond | ? | ? | Antheunis Matthijszoon |
| Zeeland | Zwaluw | 6 | ? | Karel de Ridder |
| Amsterdam | Kater | 8 | ? | Jan Kramer |
| Zeeland | Tonijn | 6 | ? | Andries de Boer |
| Zeeland | Sint Joris | ? | ? | Tieleman Jakobszoon |
| Nave incendiare | | | | |
| Zeeland | Middelburgh | ? | ? | Willem Meerman |
| Zeeland | Het Prinsje | ? | ? | Cornelis Ewouts |
| Zeeland | ? | ? | ? | Heiman Adriaanszoon |
| Zeeland | Hoop | ? | ? | Anthonie Janszoon |
| Noorderkwartier | Helena Leonora | ? | ? | Pieter Syvertsz Bokkes |
| Zeeland | Sinte Anna | ? | ? | Pieter Harmenszoon |
| Zeeland | Sint Jan | ? | ? | Benjamin Stevens |
| Zeeland | Sinte Catharina | ? | ? | Adriaan Janszoon |
| Zeeland | Appelkaa | ? | ? | Anthony Janszoon |
| Zeeland | Eendraght | ? | ? | Maarten Andrieszoon |
| Zeeland | Haas | ? | ? | Jan van Ede |

| PRIMA ESCADRĂ (CENTRUL) (Michiel de Ruyter) (nu se cunoaște ordinea exactă a navelor în linia de bătaie) 22 nave de linie și 5 fregate cu 1.556 tunuri, 6 nave incendiare, 5 iachturi | PRIMA ESCADRĂ (CENTRUL) (Michiel de Ruyter) (nu se cunoaște ordinea exactă a navelor în linia de bătaie) 22 nave de linie și 5 fregate cu 1.556 tunuri, 6 nave incendiare, 5 iachturi | PRIMA ESCADRĂ (CENTRUL) (Michiel de Ruyter) (nu se cunoaște ordinea exactă a navelor în linia de bătaie) 22 nave de linie și 5 fregate cu 1.556 tunuri, 6 nave incendiare, 5 iachturi | PRIMA ESCADRĂ (CENTRUL) (Michiel de Ruyter) (nu se cunoaște ordinea exactă a navelor în linia de bătaie) 22 nave de linie și 5 fregate cu 1.556 tunuri, 6 nave incendiare, 5 iachturi | PRIMA ESCADRĂ (CENTRUL) (Michiel de Ruyter) (nu se cunoaște ordinea exactă a navelor în linia de bătaie) 22 nave de linie și 5 fregate cu 1.556 tunuri, 6 nave incendiare, 5 iachturi |
| --- | --- | --- | --- | --- |
| Amiralitate | Navă | Tunuri | Echipaj | Căpitan |
| Rotterdam | Zeven Provincien | 80 | 510 | Locotenentul-amiral Michiel Adriaansz de Ruyter (1607-1676), Ruwaard van Putten Cornelis de Witt (1623-1672) căpitan Jan Willemsz van Nijmegen, prim locotenent Gerard Callenburgh    |
| Rotterdam | Eendracht | 76 | 440 | Locotenentul-amiral Aert Janssen van Nes (1626-1693) |
| Rotterdam | Maagd van Dordrecht | 68 | 400 | Vice-amiralul Jan Evertsz de Liefde (1619-1673) |
| Rotterdam | Ridderschap van Holland | 66 | 365 | Contra-amiralul Jan Jansse van Nes (1631-1680) |
| Noorderkwartier | Westfriesland | 78 | ? | Johan Belgicus, Graaf van Hoorne |
| Amsterdam | Reigersbergen | 72 | 370 | Comodor Jacob van Meeuwen |
| Amsterdam | Waesdorp | 72 | ? | Colonel François Palm |
| Amsterdam | Stad Utrecht | 66 | ? | Jan Davidszoon Bont |
| Rotterdam | Gelderland | 64 | 278 | Laurens Davidszoon van Convent |
| Noorderkwartier | Alkmaar | 62 | 310 | Klaas Anker |
| Rotterdam | Delft | 62 | 310 | Gerolf Ysselmuyden |
| Noorderkwartier | Wapen van Hoorn | 62 | ? | Claes Pieterszoon Wijnbergen |
| Rotterdam | Groot Hollandia | 60 | 300 | Jan van Brakel |
| Amsterdam | Provincie van Utrecht | 60 | 280 | Jan Pauluszoon van Gelder |
| Amsterdam | Deventer | 60 | 310 | Engel de Ruyter |
| Friesland | Westergo | 56 | ? | Yde Hilkeszoon Kolaart |
| Rotterdam | Wassenaer | 56 | 290 | Philips van Almonde |
| Noorderkwartier | Jozua | 54 | 290 | Jan Janszoon Dick – capturată și apoi scufundată |
| Amsterdam | Agatha | 50 | ? | Pieter Cornelisz de Sitter |
| Amsterdam | Beschermer | 50 | 245 | David Swerius |
| Amsterdam | Jaarsveld | 48 | ? | Nicolaes de Boes |
| Amsterdam | Zeelandia | 44 | 188 | Jan Jakob de Laucourt |
| Fregate | | | | |
| Rotterdam | Utrecht | 36 | 128 | François van Aarssen |
| Friesland | Windhond | 34 | ? | Joost Michelszoon Kuik |
| Amsterdam | Brak | 24 | ? | Cornelis van der Zaan |
| Amsterdam | Postiljon | 24 | ? | Roemer Vlak |
| Amsterdam | Edam | 32 | 100 | Jacob Willemszoon Broeder |
| Iahturi | | | | |
| Rotterdam | Faam | 12 | 47 | Cornelis Jacobszoon van der Hoeven |
| Amsterdam | Triton | 12 | ? | Huibert Geel |
| Friesland | ? | ? | ? | Pieter Pauw |
| Rotterdam | Rotterdam | 8 | 25 | Wijnand van Meurs |
| Amsterdam | Mercurius | ? | ? | Claas Janszoon van Portugaal |
| Nave incendiare | | | | |
| Rotterdam | Gornichem | 4 | 30 | Dirk de Munnik |
| Rotterdam | Vrede | 2 | 34 | Jan Danielszoon van den Rijn – consumată asupra lui Royal James |
| Rotterdam | Swol | ? | 20 | Abraham Schrijver |
| Rotterdam | Eenhoorn | ? | 19 | Pieter Besançon |
| Amsterdam | Sint Salvador | 4 | ? | Andries Randel |
| Amsterdam | Sollenburgh | ? | 22 | Klaas Pieterszoon Schuit |

| A DOUA ESCADRĂ (ARIERGARDA, sau ARIPA DREAPTĂ) (Willem van Ghent) (nu se cunoaște ordinea exactă a navelor în linia de bătaie) 19 nave de linie și 5 fregate cu 1.304 tunuri, 8 nave incendiare, 9 iachturi | A DOUA ESCADRĂ (ARIERGARDA, sau ARIPA DREAPTĂ) (Willem van Ghent) (nu se cunoaște ordinea exactă a navelor în linia de bătaie) 19 nave de linie și 5 fregate cu 1.304 tunuri, 8 nave incendiare, 9 iachturi | A DOUA ESCADRĂ (ARIERGARDA, sau ARIPA DREAPTĂ) (Willem van Ghent) (nu se cunoaște ordinea exactă a navelor în linia de bătaie) 19 nave de linie și 5 fregate cu 1.304 tunuri, 8 nave incendiare, 9 iachturi | A DOUA ESCADRĂ (ARIERGARDA, sau ARIPA DREAPTĂ) (Willem van Ghent) (nu se cunoaște ordinea exactă a navelor în linia de bătaie) 19 nave de linie și 5 fregate cu 1.304 tunuri, 8 nave incendiare, 9 iachturi | A DOUA ESCADRĂ (ARIERGARDA, sau ARIPA DREAPTĂ) (Willem van Ghent) (nu se cunoaște ordinea exactă a navelor în linia de bătaie) 19 nave de linie și 5 fregate cu 1.304 tunuri, 8 nave incendiare, 9 iachturi |
| --- | --- | --- | --- | --- |
| Amiralitate | Navă | Tunuri | Echipaj | Căpitan |
| Amsterdam | Dolphijn | 82 | 540 | Locotenentul-amiral Willem Joseph, Baron van Ghent (1626-1672 †), căpitan Michiel Kindt |
| Amsterdam | Olifant | 82 | 480 | Vice-amiralul Isaac Sweers (1622-1673), căpitan Willem Knijff |
| Noorderkwartier | Pacificatie | 76 | 400 | Vice-amiralul Volckert Adriaansz Schram (1620-1673) |
| Amsterdam | Gouda | 72 | 410 | Contra-amiralul Jan de Haen (1620-1676) |
| Noorderkwartier | Wapen van Enkhuizen | 72 | ? | Contra-amiralul David Vlugh (1611-1673) |
| Amsterdam | Komeetstart | 70 | 340 | Hendrik van Toll |
| Amsterdam | Woerden | 70 | 340 | Jakob Binkes |
| Noorderkwartier | Justina van Nassau | 64 | 310 | Jan Heck |
| Amsterdam | Akerboom | 60 | 280 | Jakob Teding van Berkhout |
| Amsterdam | Amsterdam | 60 | 280 | Anske Fokkes |
| Amsterdam | Oosterwijk | 60 | 280 | Volckert Hendrikszoon Swart |
| Noorderkwartier | Noorderkwartier | 60 | 300 | Jan Janszoon Maauw |
| Amsterdam | Gideon | 58 | 280 | Pieter van Middelandt |
| Amsterdam | Essen | 50 | 245 | Philips de Munnik |
| Amsterdam | Leeuwen | 50 | 245 | Jan Gijsels van Lier |
| Rotterdam | Dordrecht | 50 | ? | Barend Rees |
| Amsterdam | Stavoren | 48 | ? | Daniel Elsevier – capturată |
| Noorderkwartier | Caleb | 48 | 249 | Jan Krook |
| Noorderkwartier | Jupiter | 40 | ? | Jacob de Boer |
| Fregate | | | | |
| Amsterdam | Asperen | 30 | ? | Barend Hals |
| Amsterdam | Overijssel | 30 | ? | Cornelis Tijloos |
| Rotterdam | Harderwijk | 24 | 120 | Mozes Wichmans |
| Amsterdam | Haas | 24 | ? | Hendrik Titus, Graaf van Nassau |
| Amsterdam | Bommel | 24 | ? | Pieter Klaaszoon Dekker |
| Iahturi | | | | |
| Amsterdam | Kat | 18 | ? | Abraham Taelman |
| Amsterdam | Galei | 12 | ? | Marcus Willemszoon van Roye |
| Amsterdam | Eenhoorn | 10 | ? | Jacob Stadtlander |
| Amsterdam | Walvis | 12 | ? | Jan Klaaszoon van Oosthuys |
| Amsterdam | Egmond | 10 | ? | Jan Bogaart |
| Rotterdam | Hoope | ? | ? | Isaac Teuniszoon van Anten |
| Noorderkwartier | Mossel | ? | ? | Jan Pyper |
| Noorderkwartier | ? | ? | ? | Hans Hartwijk |
| Amsterdam | Kits | 8 | 24 | Jan Fokken |
| Nave incendiare | | | | |
| Amsterdam | Velsen | ? | 22 | Hendrik Hendrikszoon |
| Amsterdam | Windhond | ? | 22 | Willem Willemszoon |
| Amsterdam | Beemster | ? | 22 | Henrik Roseus |
| Amsterdam | Sollenburgh | ? | ? | Jan Janszoon Bout |
| Amsterdam | Draak | ? | ? | Pieter van Grootveldt |
| Amsterdam | Leydstart | ? | ? | Sijbrant Barentzoon |
| Noorderkwartier | ? | ? | ? | Herman Dirksz de Boer |
| Noorderkwartier | ? | ? | ? | Cornelis Stoffelsz Mik |